# Nycteus oviformis
Nycteus oviformis är en skalbaggsart som först beskrevs av Leconte 1866.  Nycteus oviformis ingår i släktet Nycteus och familjen platthöftbaggar. Inga underarter finns listade i Catalogue of Life.